# Cinchonopsis
Cinchonopsis là một chi thực vật có hoa trong họ Thiến thảo (Rubiaceae).

## Loài
Chi Cinchonopsis gồm các loài: